# عریقه
عریقة (به عربی: عریقة) یک منطقهٔ مسکونی در سوریه است که در استان سویدا واقع شده‌است.

## خصوصیات
عریقة ۳٬۰۰۰ نفر جمعیت دارد و ۸۰۰ متر بالاتر از سطح دریا واقع شده‌است.